# Chankom
Chankom là một đô thị thuộc bang Yucatán, México. Năm 2005, dân số của đô thị này là 4340 người.